# Asenham (Gemeinde Mehrnbach)
Asenham ist eine Ortschaft in der Gemeinde Mehrnbach im Bezirk Ried im Innkreis in Oberösterreich. Am 1. Jänner 2024 lebten in der Ortschaft 69 Personen.

## Infrastruktur
In Asenham gibt es ein Feuerwehrhaus der Freiwilligen Feuerwehr Asenham und eine Motocross-Strecke des HSV Ried.